# Scytodes congoanus
Scytodes congoanus är en spindelart som beskrevs av Embrik Strand 1908. Scytodes congoanus ingår i släktet Scytodes och familjen spottspindlar.
Artens utbredningsområde är Kongo. Inga underarter finns listade i Catalogue of Life.